# Brønnøysundregistrene
Brønnøysundregistrene ist die Bezeichnung des norwegischen zentralen Registers mit einer Vielzahl von Datenbanken im Ort Brønnøysund. Es handelt sich um das umfangreichste von mehreren landesweiten Registern.
Brønnøysundregistrene sind ein öffentliches Verzeichnis, das Eintragungen über Unternehmen führt und das über die dort hinterlegten Dokumente Auskunft erteilt. Brønnøysundregistrene informieren über wesentliche rechtliche und wirtschaftliche Verhältnisse von Unternehmen und können grundsätzlich von jedermann eingesehen werden. Eintragungen in das Handelsregister genießen jedoch einen umfassenden Verkehrs- und Vertrauensschutz.

## Grundlagen
Brønnøysundregistrene wird auf Grundlage einer EU-Richtlinie vollständig elektronisch geführt. Sowohl die Übermittlung und Einreichung der Anmeldungen zur Eintragung als auch Auskünfte über Eintragungen und hinterlegte Dokumente erfolgen mit wenigen Ausnahmen mittels elektronisch (siehe auch: Europäisches Justizportal).
Die rechtlichen und technischen Grundlagen sind gesetzlich geregelt.

## Register
Brønnøysundregistrene bestehen aus folgenden wichtigen Registern/Datenbanken:

### Übersichtstabelle
| Norwegisch                | Deutsch                                               | Englisch                                             |
| ------------------------- | ----------------------------------------------------- | ---------------------------------------------------- |
| Enhetsregisteret          | Zentralregister                                       | Central Coordinating Register for Legal Entities     |
| Foretaksregisteret        | Unternehmensregister                                  | Register of Business Enterprises                     |
| Frivillighetsregisteret   | Register von Non–Profit Organisationen                | Register of Non-Profit Organisations                 |
| Gjeldsordningsregisteret  | Register der Restschuldbefreiungen von Privatpersonen | Register of Private Debt Amnesty                     |
| Konkursregisteret         | Insolvenzregister                                     | Register of Bankruptcies                             |
| Konkurskarantenregisteret | Register disqualifizierter Geschäftsführer            | Disqualified Directors Register                      |
| Løsøreregisteret          | Pfandregister für Mobilien                            | Register of Mortgaged Moveable Property              |
| Oppgaveregisteret         | Register der Unternehmens-Berichtspflichten           | Register of the Reporting Obligations of Enterprises |
| Regnskapsregisteret       | Register der Unternehmensabschlüsse                   | Register of Company Accounts                         |

### Handelsregister (Foretaksregisteret)
Registrierungspflichtige Unternehmen müssen sich vor Aufnahme der Geschäftstätigkeit registrieren.

#### Registrierungspflichtige Unternehmen
Unternehmen müssen sich im Handelsregister registrieren, wenn dies im Foretaksregisterloven ‚Gesetz über Unternehmensregistrierung‘ vorgesehen ist. Dies sind z. B.
- große Aktiengesellschaften (Allmennaksjeselskap – ASA),
- kleine Aktiengesellschaften (Aksjeselskap – AS), ähnlich einer Gesellschaft mit beschränkter Haftung,
- andere wirtschaftlich tätige Gesellschaften (Næringsdrivende selskaper) und unter Umständen auch
- Einzelunternehmer (Enkeltspersonforetak) sowie
- Zweigniederlassung eines ausländischen Unternehmens (Norskregistrert Utenlandsk Foretak – NUF).[3]

#### Nicht-registrierungspflichtige Unternehmen
Andere Unternehmen wie z. B. nicht registrierungspflichtige Einzelunternehmen können sich in Brønnøysundregistrene registrieren lassen.

### Zentralregister (Enhetsregisteret)
Registrierungspflichtige Unternehmen müssen sich gemäß dem Lov om Enhetsregisteret ‚Gesetz zum Zentralregister‘ auch im Zentralregister (Enhetsregisteret) registrieren. Beide Register sind miteinander verbunden. Die Registrierung erfolgt in der Regel zusammen.
Nicht-registrierungspflichtig Unternehmen können sich im Zentralregister eintragen lassen.

## Organisationsnummer
Mit der Registrierung im Zentralregister erhält das Unternehmen eine neunstellige Organisationsnummer (Organisasjonsnummer).

## Verpflichtende Angaben in Geschäftspapieren
In Norwegen registrierte Unternehmen sind verpflichtet, die Organisationsnummer und den Namen des Unternehmens beim Internetauftritt, Briefpapier sowie sonstige relevanten Dokumente anzugeben.
Unternehmen, die auch im Umsatzsteuerregister (Merverdiavgiftsregisteret) registriert sind, müssen bei Verkaufsdokumenten darüber hinaus die Buchstaben MVA an die Organisationsnummer anhängen.

## Publizität
Tatsachen, die im Foretaksregisteret / Enhetsregisteret eingetragen sind, muss ein Dritter gegen sich gelten lassen („positiven Publizität“). Meldepflichtige Tatsachen, die nicht oder nicht so im Foretaksregisteret / Enhetsregisteret eingetragen sind, muss ein Dritter dagegen nicht gegen sich gelten lassen, sofern er diese nicht kannte und auch nicht kennen musste („negative Publizität“).

## Offenlegungspflicht
Bestimmte Unternehmen sind auch in Norwegen aufgrund von EU-Richtlinien und Verordnungen verpflichtet, ihre Jahresabschlüsse offenzulegen. Die Offenlegungspflicht richtet sich nach der Unternehmensgröße.

## Kosten

### Registrierung
Registrierungspflichtige Unternehmen müssen sich vor Aufnahme der Geschäftstätigkeit eintragen lassen und dies ist grundsätzlich gebührenpflichtig. Die Registrierung im Zentralregister (Enhetsregisteret) ist kostenlos.

### Auskünfte
Die Erteilung von Auskünften ist teilweise kostenfrei über das Internet möglich, teilweise kostenpflichtig und kann auch in bestimmten Fällen nur per Post erfolgen. Gebührenfrei kann online bezüglich Firmenname, Sitz, Geschäftsanschrift, Registergericht und Registernummer recherchiert werden.

### Registereinsicht und Datenschutz
Das Brønnøysundregistrene soll eine Publikations-, Beweis-, Kontroll- und Schutzfunktion erfüllen (negative/positive Publizität). Die Einsichtnahme in das Brønnøysundregistrene sowie in die dort eingereichten Dokumente ist daher jedermann zu gestattet.
Der Datenschutz schränkt das Einsichtsrecht grundsätzlich nicht ein, da an der Einsicht ein öffentliches Interesse besteht.

## Weitere landesweite Register
Neben dem Brønnøysundregistrene bestehen weitere landesweite Berufs- und branchenspezifische Register, wie z. B.

### Übersichtstabelle
| Norwegisch                                           | Deutsch                                                                               | Betreiber                                                                                              |
| ---------------------------------------------------- | ------------------------------------------------------------------------------------- | --- |
| Arbeidsgiver- og arbeidstakerregisteret              | Arbeitgeber- und Arbeitnehmerregister                                                 | Arbeids- og velferdsdirektoratet ‚Verwaltung für Arbeit und Wohlfahrt‘                                 |
| Elvirksomhetsregisteret                              | Elektrikerregister                                                                    | Direktoratet for samfunnssikkerhet og beredskap ‚Verwaltung für Katastrophenschutz und Notfallplanung‘ |
| Finn arkitekt                                        | Architektenregister                                                                   | Norske arkitekters landsforbund ‚Architektenlandesverbund‘                                             |
| Foretak med sentral godkjenning                      | Register zu Unternehmen mit nationaler Zulassung für die Durchführung von Bauvorhaben | Direktoratet for byggkvalitet ‚Verwaltung für Qualität am Bau‘                                         |
| Helsepersonellregisteret                             | Gesundheitspersonalregister                                                           | Statens Autorisasjonskontor for helsepersonell ‚Registrierungsbehörde für Gesundheitspersonal‘         |
| Konsesjonsregisteret                                 | Konzessionsregister                                                                   | Finanstilsynet ‚Finanzaufsichtsbehörde‘                                                                |
| Register om praktiserende advokater og rettshjelpere | Anwaltsregister                                                                       | Tilsynsrådet for advokatsvirksomhet ‚Aufsichtsrat für Anwaltskanzleien‘                                |
| Merverdiavgiftsregisteret                            | Mehrwertsteuerregister                                                                | Norwegische Steuerverwaltung                                                                           |

### Architekten
Es gibt eine gesonderte Liste von Architekten, die auf Planung und Bau von Einfamilienhäusern spezialisiert sind (Småhusregisteret).

### Gesundheitspersonalregister
Im Gesundheitspersonalregister (Helsepersonellregisteret), das täglich aktualisiert wird, sind alle Personen registriert, die eine Genehmigung oder Lizenz nach dem Gesundheitspersonalgesetz (Helsepersonelloven) oder Veterinärpersonalgesetz (Dyrehelsepersonelloven) haben.

### Konzessionsregister
Im Konzessionsregister, das stündlich aktualisiert wird, werden Unternehmen und Einzelpersonen aus folgenden Branchen registriert, die unter die Aufsicht der Finanzaufsichtsbehörde fallen:
- Bank- und Finanzsektor (bank og finans)
- Immobilienmakler (eiendomsmegling)
- Versicherung und Rente (forsikring og pensjon)
- Versicherungsvermittlung (forsikringsformidling)
- Inkassogewerbe (inkasso)
- Buchführung und Wirtschaftsprüfung (regnskap og revisjon)
- Wertpapierhandel (verdipapir).

### Anwalts- und Rechtsbeistandsregister
Im Anwaltsregister (Register om praktiserende advokater og rettshjelpere) sind alle in Norwegen tätigen Anwälte (advokat) und Rechtsbeistände (rettshjelper) registriert.

### Mehrwertsteuerregister
In das Mehrwertsteuerregister (Merverdiavgiftsregisteret) sind grundsätzlich alle Unternehmer eingetragen, deren Umsatz und Entnahmen im Laufe der letzten 12 Monate 50.000 NOK (etwa 4.236 Euro, Wechselkurs vom 
10. Juli 2025) überstiegen hat.